# 西北斗
西北斗，臺灣台語口語上稱為西寶斗，是臺灣彰化縣北斗鎮的一個地名，位於該鎮中部偏西。相較於今日行政區，其範圍大致包括居仁里、光復里南部、新政里不含最北端、大道里南部東側凸出部分的東南半部、重慶里、五權里、七星里北部凸出部分的北半部及中部偏西北略呈縱向狹長地帶。

## 歷史
台灣清治末期至日治初期，西北斗地區為一街庄，稱為「北斗街」，隸屬於東螺西堡。該街南北狹長，東與北斗庄為鄰，南與圳藔庄為鄰，西邊及北邊為北勢藔庄。。
1901年（日治明治三十四年）11月，全台廢縣廳改設二十廳，該街隸屬於彰化廳。1903年（明治三十六年）6月，該街編入「北斗區」，隸屬於彰化廳。1909年（明治四十二年）10月，合併二十廳為十二廳，北斗區改隸屬於臺中廳。1920年（大正九年），廢廳、支廳、區、街庄（舊制）改設州、郡、街庄（新制）、大字，該街改制並改名為「西北斗」大字，隸屬於臺中州北斗郡北斗街。
戰後北斗街改制為北斗鎮，隸屬於臺中縣，大字亦改制為里。1950年10月，中、彰、投分治，北斗鎮改隸屬彰化縣。

## 交通
省道台1線（中山路二段）又稱「縱貫公路」，是台北至屏東楓港的傳統平面幹道，大致以北北東—南南西走向經過本地區西北部邊界外不遠處。由該道路向北北東可前往田尾、永靖、員林、大村等地，向南南西可前往溪州、西螺、莿桐、斗南等地。
縣道150號（斗中路）是芳苑至南投的道路，大致以西向東轉西北西—東南東走向經過本地區中部偏北地帶。由該道路向西轉西北西可前往國道1號北斗交流道、埤頭、二林、芳苑並止於省道台17線舊線路口，向東南東可前往田中、名間西北部、南投並止於省道台3線、台14乙線路口。
鄉道彰90線（文苑路一段、地政路）是北勢至睦宜的道路，大致以西北—東南走向由本地區西部邊界北側入境後轉西向東，至地政路路口轉南再順路繞彎道轉東，經鄉道彰101線路口後續行，經一段本地區東部邊界線後出境。由該道路向西北經省道台1線路口後可前往北勢寮中部偏西並止於鄉道彰153線路口，向東可前往東北斗西北部、饒平厝東南部（今屬田尾鄉睦宜村）並止於鄉道彰89線路口。
鄉道彰98線（興農路二段）是北斗至十張犁的道路，其西側端點位於本地區東部邊界中央偏北的縣道150號路口。由此向南沿邊界行一段路後轉東南出境，可前往東北斗南部，繞大彎轉東北可前往外三塊厝中部偏東南的十張犁聚落並止於縣道150號另一路口。
鄉道彰101線（光復路、斗苑路一段、宮前街、神農路）是北斗至潮洋厝的道路，大致以北北西—南南東走向由本地區北部邊界西側入境後轉縱向，經鄉道彰90線路口、縣道150號路口後，至斗苑路一段路口轉東微北，至宮前街路口轉南微東，至神農路路口轉南南西，經東側的鄉道彰107線起點路口、西側的鄉道彰182線終點路口後出境。由該道路向北北西可前往北勢寮東北部並止於省道台1線路口，向南南西可前往北勢寮東南部凸出部分的東南端、舊眉與圳寮交界地帶、圳寮、圳寮與三條圳交界地帶、潮洋厝並止於濁水溪北岸堤防道路。
鄉道彰107線（斗功路）是七星至柑子園的道路，其北側端點位於本地區中部偏南的鄉道彰101線路口。由此向南南東出境後可前往東北斗西南端、圳寮東北端、西畔、西畔與下壩交界地帶、下壩西南部並止於鄉道彰99線路口。
鄉道彰182線（舜耕路）是芙朝口至七星的道路，其東側端點位於本地區中部偏南的鄉道彰101線路口。由此向西北西出境後可前往北勢寮東南端、舊眉北端、溪州東北端、番子埔、牛稠子（今名芙朝）並止於鄉道彰185線路口。

## 學校
- 北斗國中（南大半部）
- 北斗國小（南大半部）

## 廟宇
- 北斗奠安宮（媽祖廟）
- 北斗富美館（王爺廟，歷史建築）
- 北斗普度公壇（普度公廟，歷史建築）
- 北斗開基祖廟福德祠（土地祠，歷史建築）